# Marcelo Villegas
Marcelo Hugo Villegas (Buenos Aires 19 de agosto de 1963 - 8 de abril de 2011) fue un periodista y cantautor argentino. También fue fundador y presidente de la A.D.M. - Asociación Distrofia Muscular - Argentina (de la que fueron socios honorarios, entre otros, el Dr. Luis Federico Leloir; el Dr. René Favaloro y Juan Manuel Fangio).

## Biografía
Hijo de Dora y Pedro, hermano menor de Gustavo y sobrino nieto de Enrico Fermi.
A los seis meses de vida se le diagnostica atrofia muscular espinal, enfermedad
neuromuscular que habrá de generar en él, de por vida, imposibilidad de caminar. La noticia genera mucha preocupación en su familia, que, con los recaudos del caso, hace hincapié en apoyarlo para que su vida se desarrolle por el camino de la alegría y en el desarrollo de capacidades.
Cursa estudios primarios en las Escuelas Domiciliarias; estudios secundarios en el Colegio Nacional Nº 10 José de San Martín –recibiendo el título de Perito Mercantil- y estudios terciarios en el Instituto Tecnológico O.R.T. – recibiéndose en marzo del año 1986 de Analista de Sistemas.
Es a principio de los años 70, que, atraído por la música y el canto, comienza a componer sus primeras canciones.
En 1972, invitado por Eduardo Godoy, Lucho Arriagada y Juan Corso, a quienes conoce en el Instituto Nacional de Rehabilitación del Lisiado, canta en un festival - realizado en el Club Marcelo J. Fitte (primer club de y para discapacitados físicos de Latinoamérica)- y funda, junto a ellos, el Círculo de Artistas Lisiados (Cl.D.A.L.). En 1973, después de haber sido examinado como músico y letrista por Cátulo Castillo y Eladia Blazquez, quienes concurrieron a su domicilio para tal fin, pasa a ser el autor y compositor más joven asociado a S.A.D.A.I.C. (Sociedad Argentina de Autores y Compositores). A la edad de nueve años tiene el inmenso honor de estrenar el tango "Catulín", dedicado a Cátulo Castillo, en un homenaje que se le hizo a éste en el legendario Caño 14 de la calle Talcahuano, en Buenos Aires.
En 1974, junto a los demás integrantes de CI.D.A.L. debuta como periodista radial en Radio Municipal (Buenos Aires) en el programa “Argentina, CI.D.A.L. te canta!”.
En los años 1974, 1975 y 1976, participa, en forma destacada, en el Festival Nacional de Folklore de Cosquín (Córdoba).
En 1975, 1976 y 1977 canta en el Festival de Doma y Folklore, en Jesús María,
Córdoba, donde, en 1977, Jorge Cafrune le regala su poncho, símbolo del festival.
En 1977 y 1978 actúa en el Festival del Noroeste, en Reconquista, Santa Fe; en el Festival de la Canción, en Villa María, Córdoba; y en años posteriores en el Festival del Paso del Salado, en Santo Tomé, Santa Fe; Celeste y Blanco, en Gualeguaychú, Entre Ríos; Festival del Caballo, en Ingeniero Luiggi, La Pampa; más varias presentaciones en la Peña del Club Ajedrez, de Cosquín, Córdoba; etc.
Junto a sus compañeros de CI.D.A.L. realiza numerosos recitales, no sólo en el
país, sino, también, en el exterior, a beneficio de instituciones de rehabilitación. Muchos de esos viajes, en los que eran trasladados sin costo alguno, fueron hechos con el apoyo de la Fuerza Aérea Argentina.
En 1977 edita un álbum con sus canciones, titulado "Las Canciones de
Marcelito", en Editorial Korn S.A.
A partir de 1978 comienza a producir y conducir un micro programa radial
llamado Tengo ganas de dar gracias, el que es emitido, sin solución de continuidad, por L.R.2 Radio Argentina (durante siete años); por Radio América (durante dos años); por L.R.A. Radio Nacional (durante un año); por L.S.1 Radio Municipal (durante un año) y por L.R.1 Radio El Mundo (durante trece años). Total: 24 años consecutivos en el aire.
Durante su estada en Radio Argentina, lleva al aire el micro radial Marcelito y los chicos del mundo, creando un gran buzón internacional de correspondencia, entre jóvenes argentinos y de todo el mundo.
En 1978 obtiene la licencia de radioaficionado -LU7AFP-, y participa en numerosas actividades de emergencias (durante la Guerra de Malvinas establece
comunicaciones entre soldados y familiares), en campañas solidarias y concursos, obteniendo distintos diplomas.
En diciembre de 1981 viaja a la Base Vicecomodoro Marambio, en la Antártida Argentina, para emitir desde allí una audición radial dirigida a todo el país a través de L.R.2 Radio Argentina, con motivo de haber sido declarado ese año, por la Naciones Unidas, el Año Internacional de los discapacitados. Dicha transmisión la hace junto a Eduardo Godoy y Lucho Arriagada. Fue esa la primera vez que personas con discapacidad motora llegaban a la Antártida. Junto a él viajaron su padre y su hermano.
En 1983 funda y preside la A.D.M.- Asociación Distrofia Muscular - Argentina (entidad civil sin fines de lucro y de bien público), junto con médicos especialistas en Distrofia Muscular y familiares de pacientes afectados por esta enfermedad, con el objetivo de orientar e informar sobre esta patología -tanto a nivel médico como social y anímico- y auspiciar proyectos de investigación como así también colaborar a través de becas en la formación de nuevos profesionales.
A fines de la década del ochenta, principio del noventa, como Analista de Sistemas confecciona un sistema para evaluar estadísticamente los resultados surgidos de trabajos sobre investigación en enfermedades neuromusculares, formando equipo con médicos neurólogos argentinos. Trabajos que fueron presentados en congresos internacionales (EE. UU. , Canadá , Gran Bretaña, Francia, España, etc.).
Es invitado a la Teletón de Paraguay durante dos años seguidos (evento benéfico televisado, generalmente de varias horas de duración, que se realiza actualmente en diferentes partes del mundo con el fin de recaudar fondos para instituciones de caridad).
El sábado 6 de diciembre de 1986, participa activamente en la organización de Telebus, versión de la Teletón, a beneficio de la Asociación Distrofia Muscular -A.D.M.-. El programa fue emitido por Canal 11 de Buenos Aires (hoy TELEFE) y duró 14 horas.
En 1987 es entrevistado por Don Francisco (impulsor y conductor de la Teletón chilena) en su programa Noche de gigantes, de Canal 13-Universidad Católica de Chile.
En 1989 integra el elenco, como columnista, del programa de televisión Nueva-Mente, por A.T.C., con la conducción de Raúl Portal. A principio de los 90 inicia un ciclo radial, con un programa de interés general orientado a los jóvenes, titulado Para escucharnos, el que supera las 600 emisiones y es propalado los domingos de 11.00 a 13.00 horas por FM Avellaneda, RTL y, posteriormente, por Radio Folk.
En 1996 por Canal 9 y luego Magazine, y en 1997 por Magazine, participa de la conducción del programa de televisión El Portal de la vida, junto a Raúl Portal.
En 1993, comienza a dar charlas en colegios, instituciones de bien público, entidades deportivas, personal de empresas, etc. del país (con una concurrencia
aproximada de 500 personas) para dejar como mensaje que a partir de una limitación física generadora de obstáculos, si se tiene una actitud positiva y esperanzadora, resaltando las virtudes y no lamentado defectos o adversidades y apoyado en los valores reales de la vida se puede alcanzar un desarrollo humano y conquistar objetivos.
Desde 1996 hasta el 2000 realiza actividades culturales y socializadoras en unidades penitenciarias, colaborando con la Secretaría de Políticas Penitenciarias perteneciente al Ministerio de Justicia de la Nación. Impulsa la propuesta que los internos que integran un plan socializador en la Unidad Penitenciaría Federal N.º 24 de Marcos Paz puedan tener un perro como mascota para que ejerciten la responsabilidad en su cuidado y el lazo afectivo que genera. Dicha propuesta fue aprobada por las autoridades del penal y se convirtió en el primer caso en el mundo en el que, dentro de un sistema carcelario cerrado, un grupo de internos tenga una mascota.
Entre los años 1998 y 2001 fue Asambleísta Titular del Club Atlético San Lorenzo de Almagro y como tal -y relacionado esto con el párrafo anterior- organiza un partido de fútbol entre los internos de la Unidad Penitenciaría Federal N.º 24 de Marcos Paz y un seleccionado de juveniles del Club. Al finalizar el cotejo se realiza un almuerzo de camaradería entre los jugadores de ambos equipos (junto con autoridades del Club y del penal) y San Lorenzo de Almagro le obsequia al penal, pelotas de fútbol y las dieciséis camisetas y pantalones cortos oficiales de la entidad utilizados por los juveniles.
En el 2002 comienza a frecuentar con cierta frecuencia la Federación de Box, asistiendo a varias peleas de pugilistas importantes; asiste a varios de los eventos realizados el Luna Park. En ese tiempo aún estaba en la radio Folk, en la calle Callao.
También en el 2002 escribe al Automóvil Club Argentino solicitando ser socio, no por el auto, sino para tener el servicio de asistencia para su silla de ruedas, siendo asociado el 5 de abril de 2002 con el N.º 4 2165594 7. Fue pionero en obtener ese tipo de servicio y hoy varios discapacitados tienen ese beneficio.
En el 2003 pasa a ser socio N° 095 de la UPERBOX - Unión de Periodistas de Boxeo (aunque no por largo tiempo).
Durante 2003 es nuevamente convocado por Raúl Portal para participar en su programa Upa el ánimo, el que es emitido por Canal 7.
Fue socio Nro. 249 del Círculo de Periodistas Deportivos, en el que fue presentado por el relator Fioravanti.
Villegas se casó en 2004 con María del Carmen.
Produjo y condujo un programa radial llamado Para Escucharnos en los Valores, emitido por AM 1090 Nuestras Raíces (jueves a las 23.00). En cada programa, hablando sobre un determinado valor humano, entrevistaba siempre, tomándola como referente, a alguna personalidad destacada dentro de las más variadas disciplinas.
En el 2009 crea el sitio web MarceloVillegas.com.ar en el que incluye su programa Para escucharnos en los valores.
En el 2010 crea Noticia Buena, la que suma a su página y, por breve tiempo, también la radio web La Brújula, que luego pasa a llamarse Radio 440. con emisión musical variada.
En su página, en una de sus editoriales escribe:
“Más allá de lo que pude alcanzar, lo importante es que quede claramente
expuesto que la esperanza, la Fe y la paciencia no deben perderse ante la adversidad que nos pueda generar un problema. En mi caso, una limitación física.
Y también, que la felicidad no está en tener o no tener, sino en aceptarlo todo
con paz...
Que tengas paz...que seas feliz!“
En 2011 continúa con la página Noticia Buena, regularizando su salida semanalmente.

## Premios recibidos
- Cámara Junior de Buenos Aires - 10 Jóvenes sobresalientes 1983
- Cruz de Plata Esquiú
- Teletón 1982 - (Asunción - Rep. del Paraguay)
- Cruz Roja Argentina - Al joven más solidario
- Diploma de Honor "El niño y la televisión" - por labor radial
- Universidad Católica de Chile - Canal 13 "Programa Noche de Gigantes"
- Comisión Ejecutiva Permanente Día del Niño - 1988
- Caminos Solidarios - Naciones Unidas - Joven discapacitado solidario
- Teletón 1983 (Asunción - Rep. del Paraguay)
- Diploma de Honor "El niño y la televisión" - (por labor televisiva)
- Diploma Comisión Ejecutiva Día del Niño - 1991
- Asociación del Fútbol Argentino -A.F.A.- Periodista distinguido 1993
- Liga de Madres de Familia - Premio San Martín de Tours